# Имени Ильича (Кривой Рог)
Имени Ильича (укр. І́мені Ілліча́) — исторический район, жилой массив в Металлургическом районе города Кривой Рог.

## История
Основан в середине 1930-х годов. Территория принадлежала совхозу № 20, который поставлял продукты питания на строительство завода «Криворожсталь».

## Характеристика
Расположен в Металлургическом районе. Фактически оторван от основной территории района и города и находится за цехами и промышленными зонами металлургического завода «АрселорМиттал Кривой Рог». Граничит с землями Криворожского района и посёлками Радушное и Миролюбовка.
Состоит из 20 улиц частного сектора, имеет 563 частных дома. Площадь 124 тысячи м². Богат зелёными насаждениями.
В микрорайоне находится Церковь Святого преподобного Иова Почаевского, Криворожская исправительная колония № 80, неполная средняя школа, почтовое отделение, магазины.
В двух километрах проходит автодорога Н23.
Поблизости расположены Ильичёвские пруды, которые были заложены в начале XX века (территория совхоза «Радушный»). Площадь 8,3; 8,1 и 7,5 га. Водные запасы 113, 110, 102 тысяч м³. Зарыбленные. Место отдыха местных жителей.